# Point-and-Click
Point-and-Click (Englisch für auf etwas zeigen und anklicken) ist ein Standard-Bedienkonzept für Computerprogramme, bei dem der Benutzer mit Hilfe eines grafisch auf dem Bildschirm dargestellten Zeigers seines Eingabegeräts, meist einer Computermaus, durch das Deuten auf bestimmte Bereiche einer grafischen Bedienoberfläche und das anschließende Drücken einer Taste seines Eingabegeräts (Klicken) eine vordefinierte Aktion auslöst.

## Anwendungsgebiete bei Computerspielen

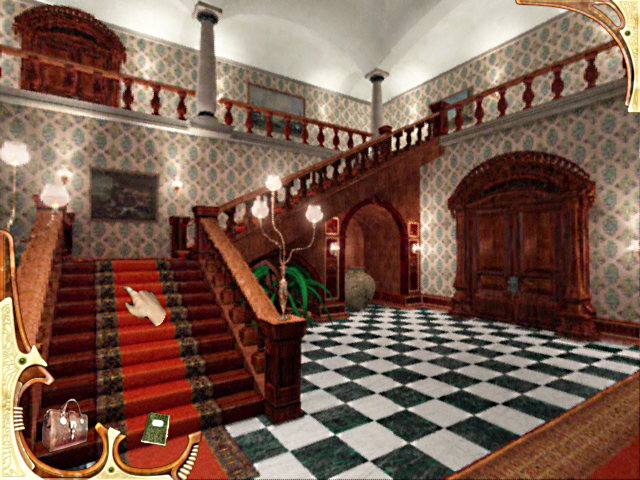
Point-and-Click-Adventure Sherlock Holmes: Das Geheimnis der Mumie (2002), zu erkennen ist eine Hand als Mauszeiger

### Adventures
Die Betonung eines auf die Computermaus fokussierten Bedienkonzepts als Point-and-Click findet sich meist, aber nicht ausschließlich, bei Adventure-Spielen und gilt dort als eigenes Subgenre, wobei es verschiedene Arten der Implementierung gibt.
Es findet dabei auch eine unterschiedliche Verwendung der Maustasten statt, wobei die linke Maustaste meist für das Ausführen bestimmter Aktionen verwendet wird. Der rechten Maustaste kommen verschiedene Bedeutungen zu. Manchmal wird sie verwendet, um Standardaktionen auszulösen (z. B. Rechtsklick auf eine Tür öffnet diese) oder sie hat eine universelle Funktion (z. B. unabhängig von der Bildschirmposition wird das mit der rechten Maustaste angeklickte Objekt betrachtet). In seltenen Fällen wird sie zum Aufrufen des Inventars benutzt.
In den frühen 1980er-Jahren waren im Adventuregenre Textadventures mit oder ohne Standgrafiken gängig. 1984 erschien mit Enchanted Scepters der kalifornischen Firma Silicon Beach Software das erste Point-and-Click-Adventure. Seine Bedienoberfläche war teilweise an diejenige des Apple Macintosh angelehnt: Es konnten alle benötigten Befehlskomponenten mit Hilfe von Drop-Down-Menüs zusammengestellt werden. Das im Folgejahr erschienene Déjà Vu: A Nightmare Comes True von ICOM Simulations verfügte bereits über Schaltflächen für das Vokabular sowie ein grafisch dargestelltes Spielerinventar. Lucasfilm Games (später LucasArts) veröffentlichte 1986 mit Labyrinth sein erstes Grafik-Adventure, das bereits Ansätze des später sehr erfolgreichen Interaktionssystems SCUMM zeigte.   

### Strategiespiele
Die klassische Point-and-Click-Steuerung sieht in Strategiespielen wie z. B. Command & Conquer, KKND oder Warcraft das Auswählen von Einheiten bzw. das Markieren mehrerer Einheiten mit der linken Maustaste vor, also ähnlich der Funktionsweise in grafischen Benutzeroberflächen von aktuellen Betriebssystemen (z. B. der GUI von Windows oder auch KDE). Nach der Markierung schickt ein weiterer Linksklick die Einheiten meist zur Cursorposition, während die rechte Maustaste meist zum Abbrechen der aktuellen Aktion bzw. zum Aufheben der Einheitenselektion dient.
Andere Steuerungssysteme sehen vor, dass die Selektion der Einheiten mit einem Linksklick ins „Leere“ (also z. B. irgendwo in die Landschaft) aufgehoben wird, die rechte Maustaste dient dann üblicherweise zum Ausführen der Standardaktion. Bei Offensiveinheiten ist z. B. die Bewegung zur Cursorposition oder das Angreifen des Ziels, sofern sich der Cursor über einem gegnerischen Objekt befindet, die Standardaktion.